# Assemblée nationale (Bulgarie)
Pour les autres articles nationaux ou selon les autres juridictions, voir Assemblée nationale.
51e législature (en)
Maison du Parti
L'Assemblée nationale (en bulgare : Народно събрание ; SBOTCC : Narodno Sybranie) est le parlement monocaméral de la Bulgarie depuis 1879. Elle siège à Sofia, la capitale du pays. 
Elle exerce le pouvoir législatif, vote le budget et contrôle le gouvernement.
Elle est composée de 240 députés, élus pour une législature de quatre ans au scrutin proportionnel plurinominal.

## Système électoral

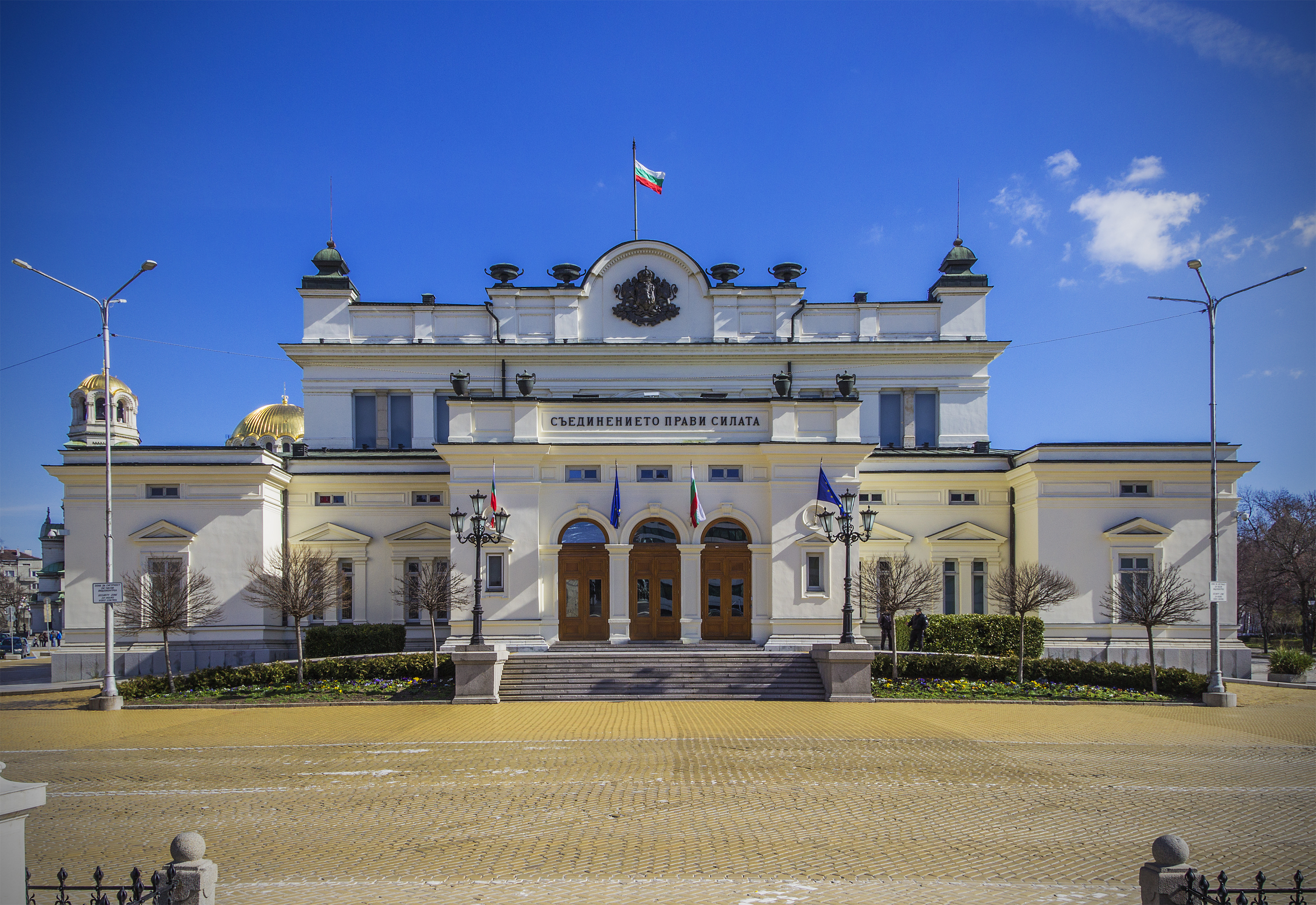
Le bâtiment de l'Assemblée nationale, siège du parlement et actuellement inutilisé pour rénovations.

L'Assemblée nationale est composée de 240 sièges pourvus pour quatre ans au scrutin proportionnel plurinominal dans 31 circonscriptions électorales de quatre à 16 sièges. Les listes sont ouvertes, avec la possibilité pour les électeurs d'effectuer un vote préférentiel envers un candidat de la liste choisie afin de faire monter sa place dans celle-ci. Après décompte des suffrages, la répartition est faite au plus fort reste de Hare entre les listes de candidats ayant atteint le seuil électoral de 4 % des suffrages exprimés au niveau national sur des partis. Les votes pour les candidats indépendants ainsi que ceux « Aucun de ces choix » sont comptés comme des votes valides, mais n'entre pas en compte pour le calcul du seuil,

### Historique
Depuis le rétablissement de la démocratie avec les élections de 1991, seules les élections de 2009 n'ont pas eu lieu selon le mode de scrutin proportionnel actuel. Ces dernières ont eu lieu via un mode de scrutin mixte, 31 sièges étant pourvus au scrutin uninominal majoritaire à un tour dans autant de circonscriptions électorales correspondant aux vingt-huit oblasti, auxquels se rajoutait un siège pour la ville de Plovdiv et deux pour la ville de Sofia, les 209 sièges restants étant quant à eux pourvus selon le système actuellement en vigueur. Avant 2016, il était fait recours à des listes fermées, sans vote préférentiel, et les votes « Aucun de ces choix » n'étaient pas comptabilisés comme des votes valides,,.
Lors du référendum de 2016, les Bulgares se sont prononcés sur plusieurs propositions dont l'élection des membres de l'Assemblée nationale au scrutin uninominal majoritaire à deux tours. Malgré un résultat favorable à plus de 70 %, la proposition a été déclarée légalement non contraignante, le quorum de participation de 51 % des inscrits n'ayant pas été atteint. Le seuil de 20 % de participation ayant néanmoins été dépassé, le parlement bulgare a été amené à se prononcer sur ce changement de mode de scrutin, mais a finalement décidé de ne pas modifier le système en vigueur.

## Historique

### Composition
|          | 1991 | 1994 | 1997 | 2001 | 2005 | 2009 | 2013 | 2014 | 2017 | 04/2021 | 07/2021 | 11/2021 | 2022 | 2023 | 06/2024 | 10/2024 |
| -------- | ---- | ---- | ---- | ---- | ---- | ---- | ---- | ---- | ---- | ------- | ------- | ------- | ---- | ---- | ------- | ------- |
| BSPzB    | 106  | 125  | 58   | 48   | 82   | 40   | 84   | 39   | 80   | 43      | 36      | 26      | 25   | 23   | 19      | 20      |
| DPS      | 24   | 15   | 19   | 21   | 34   | 38   | 36   | 38   | 26   | 30      | 29      | 34      | 36   | 36   | 47      |         |
| ODS      | 110  | 69   | 137  | 51   | 20   |      |      |      |      |         |         |         |      |      |         |         |
| BZNS     |      | 18   |      |      |      |      |      |      |      |         |         |         |      |      |         |         |
| BBB (en) |      | 13   | 12   |      |      |      |      |      |      |         |         |         |      |      |         |         |
| BEL      |      |      | 14   |      |      |      |      |      |      |         |         |         |      |      |         |         |
| NDSV     |      |      |      | 120  | 53   |      |      |      |      |         |         |         |      |      |         |         |
| Ataka    |      |      |      |      | 21   | 21   | 23   | 11   | 27   |         |         |         |      |      |         |         |
| PF       |      |      |      |      |      |      |      | 19   | 27   |         |         |         |      |      |         |         |
| DSB      |      |      |      |      | 17   |      |      |      |      |         |         |         |      |      |         |         |
| BNS (en) |      |      |      |      | 13   |      |      |      |      |         |         |         |      |      |         |         |
| GERB     |      |      |      |      |      | 116  | 97   | 84   | 95   | 75      | 63      | 59      | 67   | 69   | 68      | 69      |
| SDS      |      |      |      |      |      |      |      |      |      | 75      | 63      | 59      | 67   | 69   | 68      | 69      |
| SK       |      |      |      |      |      | 15   |      |      |      |         |         |         |      |      |         |         |
| RZS      |      |      |      |      |      | 10   |      |      |      |         |         |         |      |      |         |         |
| RB       |      |      |      |      |      |      |      | 23   |      |         |         |         |      |      |         |         |
| BBT      |      |      |      |      |      |      |      | 15   |      |         |         |         |      |      |         |         |
| ABV      |      |      |      |      |      |      |      | 11   |      |         |         |         |      |      |         |         |
| Volia    |      |      |      |      |      |      |      |      | 12   |         |         |         |      |      |         |         |
| ITN      |      |      |      |      |      |      |      |      |      | 51      | 65      | 25      |      | 11   | 16      | 18      |
| PP       |      |      |      |      |      |      |      |      |      |         |         | 67      | 53   | 64   | 39      | 37      |
| DB       |      |      |      |      |      |      |      |      |      | 27      | 34      | 16      | 20   | 64   | 39      | 37      |
| ISMV     |      |      |      |      |      |      |      |      |      | 14      | 13      |         |      |      |         |         |
| V        |      |      |      |      |      |      |      |      |      |         |         | 13      | 27   | 37   | 38      | 35      |
| BV       |      |      |      |      |      |      |      |      |      |         |         |         | 12   |      |         |         |
| Vel      |      |      |      |      |      |      |      |      |      |         |         |         |      |      | 13      |         |
| DPS-NN   |      |      |      |      |      |      |      |      |      |         |         |         |      |      |         | 30      |
| APS      |      |      |      |      |      |      |      |      |      |         |         |         |      |      |         | 19      |
| MECh     |      |      |      |      |      |      |      |      |      |         |         |         |      |      |         | 12      |
| Total    | 240  | 240  | 240  | 240  | 240  | 240  | 240  | 240  | 240  | 240     | 240     | 240     | 240  | 240  | 240     | 240     |

### Liste des présidents
| Président                 | Parti | Mandat                              |
| ------------------------- | ----- | ----------------------------------- |
| Nikolay Todorov           | BSP   | 17 juillet 1990 – 2 octobre 1991    |
| Stefan Savov              | SDS   | 4 novembre 1991 – 24 septembre 1992 |
| Aleksandar Yordanov       | SDS   | 5 novembre 1992 – 17 octobre 1994   |
| Blagovest Sendov          | BSP   | 12 janvier 1995 – 13 février 1997   |
| Yordan Sokolov            | SDS   | 7 mai 1997 – 19 avril 2001          |
| Ognyan Gerdjikov          | NDSV  | 5 juillet 2001 – 4 février 2005     |
| Borislav Velikov          | NDSV  | 23 février 2005 – 17 juin 2005      |
| Georgi Pirinski           | BSP   | 11 juillet 2005 – 25 juin 2009      |
| Tsetska Tsatcheva         | GERB  | 14 juillet 2009 – 13 mars 2013      |
| Mihaïl Mikov              | BSP   | 21 mai 2013 – 6 août 2014           |
| Tsetska Tsatcheva         | GERB  | 27 octobre 2014 – 19 avril 2017     |
| Dimitar Glavtchev         | GERB  | 19 avril 2017 – 17 novembre 2017    |
| Tsveta Karayantcheva      | GERB  | 17 novembre 2017 – 25 mars 2021     |
| Iva Miteva                | ITN   | 15 avril 2021 - 3 décembre 2021     |
| Nikola Minchev            | PP    | 3 décembre 2021 - 16 juin 2022      |
| Miroslav Ivanov (intérim) | PP    | 16 juin 2022 - 1er août 2022        |
| Vejdi Rachidov            | GERB  | 21 octobre 2022 - 3 février 2023    |
| Rossen Jeliazkov          | GERB  | 19 avril 2023 - 28 mars 2024        |
| Raya Nazarian             | GERB  | 20 juin 2024 - 11 novembre 2024     |
| Nataliya Kiselova         | BSP   | depuis le 6 décembre 2024           |